# Argiope acuminata
Argiope acuminata är en spindelart som beskrevs av Franganillo 1920. Argiope acuminata ingår i släktet Argiope och familjen hjulspindlar.
Artens utbredningsområde är Portugal. Inga underarter finns listade i Catalogue of Life.